# The Final Destination
The Final Destination (Final Destination 4) is een Amerikaanse horrorfilm uit 2009 onder regie van David R. Ellis. De film is het vierde deel uit een reeks, die verder bestaat uit Final Destination, Final Destination 2, Final Destination 3 en het vervolg op deze film: Final Destination 5. De productie ging op 26 augustus 2009 in wereldpremière in Frankrijk.

## Verhaal
Het had een leuke dag moeten worden bij de autoraces, maar Nick O'Bannon (Bobby Campo) krijgt een afschuwelijk visioen: hij ziet een bizarre reeks gebeurtenissen waarin meerdere auto's verongelukken. De brandende brokstukken vliegen de tribune in, zijn vrienden komen gruwelijk om het leven en de tribune stort in, boven op hen. Wanneer Nick uit deze nachtmerrie ontwaakt, raakt hij in paniek en haalt hij zijn vriendin Lori (Shantel VanSanten) en hun vrienden Janet (Haley Webb) en Hunt (Nick Zano) over om te vertrekken. Door het tumult dat hierdoor ontstaat verlaten ook racist Carter (Justin Welborn), moeder Samantha (Krista Allen), bewaker George (Mykelti Williamson) en monteur Andy (Andrew Fiscella) slechts seconden voordat Nicks visioen werkelijkheid wordt de tribune. Ze denken de dood te slim af geweest te zijn, maar helaas is dit slechts het begin. Nicks visioenen gaan onverminderd door en de overlevenden komen een voor een om het leven. Nick wil eens en voor altijd zien uit te vinden hoe hij de dood kan ontlopen alvorens ook hij zijn eindbestemming bereikt.

### Het eerste slachtoffer: Nadia Monroy
Nadia is de eerste die sterft, nog tijdens het ongeluk in het stadion. Als door de crash een autoband het stadion uitvliegt, komt het tegen Nadia aan en worden haar hoofd en linkerarm weggeslingerd.

### Het tweede slachtoffer: Carter Daniels
Carter is de tweede die sterft. Als Carter naar zijn truck loopt komt de haak los en rijdt de truck weg met de haak aan Carters broek, door wrijving met de grond vliegt hij in brand, mede dankzij lekkende benzine uit z'n truck. Als de truck daarna ontploft vliegt zijn hoofd in de tuin van George.

### Het derde slachtoffer: Samantha Lane
Samantha is de derde die sterft, terwijl ze op bezoek is bij een schoonheidsspecialiste. Haar kinderen gooien keien omdat ze een wedstrijdje houden wie het bord in het plantsoen kan raken. Een steen komt op het grasveld. Als Samantha de winkel verlaat, nadat ze aan twee andere doden is ontsnapt (de kappersstoel waar ze in zit valt naar beneden als de kapster dicht bij het oog knipt en de ventilator valt naar beneden als een verhitte spuitbus deze raakt) rijdt er een grasmaaier over de steen heen, die met een enorme kracht gelanceerd wordt, in het rechteroog van Samantha.

### Het vierde slachtoffer: Andy Kewzer
Als Andy op zijn werk de rem op het touw waar een busje aan vastzit niet goed zet, rolt de auto weg. Net voordat Andy zou worden geplet, komt de auto tot stilstand. Maar wanneer de ijzeren rol, waar het touw aan vast zit wegschiet en tegen een grote zuurstoffles aankomt, schiet deze hard naar voren zodat Andy horizontaal door het hek geduwd wordt.

### Het vijfde slachtoffer: Hunt Wynorski
Hunt is de vijfde die sterft. Als Hunt zijn geluksmunt in het water laat vallen, duikt hij in het zwembad. Hij wordt vastgezogen door het putje dat het water reinigt. Als de kracht op het putje te groot wordt, ontploft de meter en worden de organen uit Hunts achterwerk gezogen.

### Het zesde slachtoffer: Jonathan Groves
Net te laat ziet Nick in dat de cowboy, die voor hen op het race-circuit zat, nog levend onder het puin lag. Dat was de reden waarom George geen zelfmoord kon plegen. Als Nick en George in het ziekenhuis aankomen, is de verpleger die een man net boven Jonathan in bad stopte, de kraan vergeten dicht te draaien. Door de hoeveelheid water die uit het bad stroomt, valt het bad een verdieping naar beneden en wordt Jonathan geplet door het bad.

### Het zevende slachtoffer: George Lanter
George is de zevende die sterft. Als hij en Nick het ziekenhuis uitlopen, wordt hij in volle vaart door een ambulance doodgereden. Nick ziet daarbij het bloed op het logo van de ambulance, refererend aan zijn visioen.
Daarna volgt een scène in de bioscoop, waar Lori en Janet naar een 3D-film kijken. Lori krijgt visioenen van de racetrack en wil weg, waarna Nick binnenkomt en de meisjes overtuigt weg te gaan. Lori gaat met hem mee, maar Janet blijft zitten, zij is niet overtuigd. Echter, door een explosie in de kamer achter het bioscoopscherm worden allemaal spijkers door het beeld heen gelanceerd en sterft Janet alsnog, ook al was ze eerder gered in de auto-wasserette. Meer explosies volgen, waardoor de roltrap waar Nick en Lori zich begeven gedeeltelijk kapotgaat. Lori wordt daarin naar binnen getrokken en sterft voor Nicks ogen. Vervolgens blijkt dit weer een visioen te zijn geweest van Nick en staat hij weer voor het winkelcentrum. Hij probeert de mensen nu te redden door het probleem aan te pakken: de brand die de explosie in de bioscoop veroorzaakte. Het brandalarm werkt echter niet, want deze is niet meer aangesloten. Een poging tot het vuur blussen werkt, tot de brandblusser leeg is. Vervolgens trapt hij het laatste beetje vuur uit, maar er ontstaat een nieuw vuur. Op hetzelfde moment schiet een spijkerpistool enkele spijkers op hem af, waardoor hij naar achter wordt geblazen en vast komt te zitten aan een muur. Vervolgens druipt er benzine langzaamaan richting het brandje, en dan ziet Nick een sprinkler boven zich. Hij grijpt naar een lange, brandende stok, en net op tijd weet hij de sprinkler aan te krijgen, en de brand wordt geblust. Hiermee redt hij vele levens.

### De laatste slachtoffers: Nick O'Bannon, Lori Milligan en Janet Cunningham
Als Nick, Lori en Janet in het café zitten rijdt een vrachtwagen recht op het café af die ervoor zorgt dat ze met z'n drieën sterven.
- Janet: Zij is de eerste. Wanneer de wagen door het raam rijdt, ligt Janet op de grond en de wagen rijdt over haar waardoor haar hele borstkas breekt.
- Lori: De voorkant van de wagen duwt haar tegen een muur, waardoor haar nek breekt.
- Nick: Hij valt voorover en zijn kaakbeenderen breken, waardoor zijn tanden eruit vliegen.

### Alternatieve eindes
Er zijn 2 alternatieve eindes.
In het eerste voorkomt Nick de explosie, net als in de gewone film, maar hierna pleegt hij zelfmoord door uit een raam te springen. Hij denkt dat hij hierdoor de doodsketting heeft verbroken en dat Lori en Janet veilig zijn. Lori en Janet staan ondertussen bij te komen van alles wat is gebeurd. Een metalen ketting valt naar beneden en Lori pakt hem op. Dan valt een groot airconditioningsapparaat naar beneden en het verplettert Lori en Janet. Het enige wat overblijft is de metalen ketting, met Lori's hand er nog aan.
In het tweede alternatieve einde is de explosie geen visioen, maar de werkelijkheid. Janet sterft door de explosie die spijkers in haar gezicht jaagt en Lori wordt in de roltrap gezogen. Nick ontwaakt echter niet, aangezien het geen visioen is, maar komt ook in de roltrap terecht en sterft.

## Rolverdeling
| Acteur             | Personage        | Opmerkingen       |
| ------------------ | ---------------- | ----------------- |
| Bobby Campo        | Nick O'Bannon    |                   |
| Shantel VanSanten  | Lori Milligan    |                   |
| Nick Zano          | Hunt Wynorski    |                   |
| Haley Webb         | Janet Cunningham |                   |
| Mykelti Williamson | George Lanter    |                   |
| Krista Allen       | Samantha Lane    |                   |
| Andrew Fiscella    | Andy Kewzer      |                   |
| Justin Welborn     | Carter Daniels   |                   |
| Stephanie Honore   | Nadia Monroy     | Charlies vriendin |
| Lara Grice         | Cynthia Daniels  | Vrouw van Carter  |
| Jackson Walker     | Jonathan Groves  | Cowboy            |
| Phil Austin        |                  | Man van Samantha  |
| William Aquillard  |                  | Kind van Samantha |
| Brendan Aquillard  |                  | Kind van Samantha |
| Juan Kincaid       |                  | Nieuwslezer       |

## Ontvangst
The Final Destination werd uitgebracht op 28 augustus 2009 en werd door het publiek relatief slecht ontvangen. Op Rotten Tomatoes heeft de film een score van 28% op basis van 100 beoordelingen. Metacritic komt op een score van 30/100, gebaseerd op 14 beoordelingen.